# Teatro crítico universal

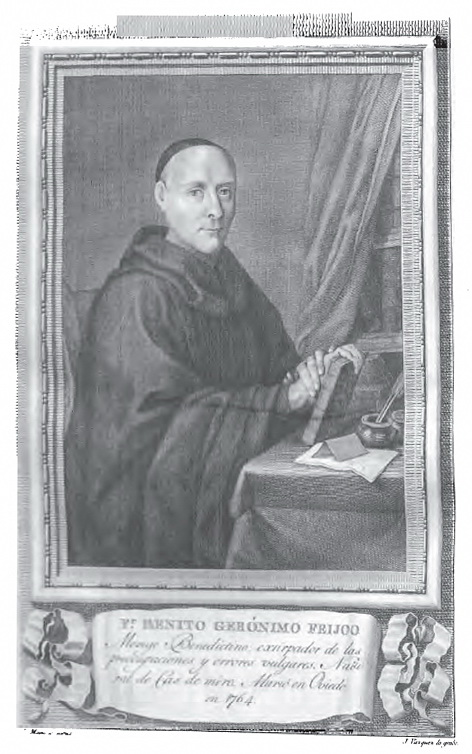
Fr. BENITO GERÓNIMO FEIJOO.
Monje Benedictino extirpador de las preocupaciones y errores vulgares. Natural de Casdemiro. Murió en Oviedo en 1764. Retratos de Españoles Ilustres, 1791.

El Teatro crítico universal, o Discursos varios en todo género de materias para desengaño de errores comunes, es una extensa colección de ensayos escrita por el monje benedictino y polígrafo español Benito Jerónimo Feijoo y publicada en nueve volúmenes desde 1726 hasta 1740.

## Contenido, propósito y recepción
Consta de ciento dieciocho discursos que abordan gran cantidad de diversas materias: filología, física, matemática, ciencias naturales, medicina, astronomía, geografía, economía, derecho, religión, historia, política, filosofía, literatura, etcétera. Fue una de las obras más divulgadas y polémicas del siglo XVIII d. C. español, alcanzando la astronómica cifra de más de 600.000 ejemplares vendidos, y siendo traducida, casi siempre parcialmente, al inglés, francés, italiano, alemán, portugués, y recientemente al serbio.
El objetivo de Feijoo venía enunciado en el título, al pretender corregir viejas supersticiones, prejuicios y costumbres, cuestión que ya habían realizado autores europeos como Thomas Browne en Inglaterra y Christian Thomasius en Alemania. Feijoo aparece como una figura defensora del método experimental en ciencia, se muestra moderadamente escéptico en asuntos relativos a la hagiografía, aunque sin plantearse dudas sobre el dogma católico, y destaca, en general, por su notable, aunque para algunos, superficial erudición, en el estudio de cuestiones literarias, estéticas y filológicas. Fue esta obra una de las más ensalzadas de su siglo, y también una de las más criticadas y atacadas por sus coetáneos. Feijoo muestra, por otro lado, en opinión de una parte significativa de sus críticos, un estilo sencillo, en ocasiones brillante, con esa genialidad de la prosa española que tanto ha dado a las letras.
Feijoo gozó gracias a esta obra de las alabanzas de la Santa Sede, por boca del Papa Benedicto XIV y de diversos prelados y literatos tanto españoles como foráneos. Fernando VI llegó a nombrarle Consejero del reino (no obstante que Feijoo siempre se negó a permanecer en la corte), y fue hombre generalmente conocido en el mundo cultural europeo de su siglo. Pese a ello, desde el siglo XIX d. C., la valoración de Feijoo y su obra han sufrido con el paso del tiempo; en la actualidad, los juicios críticos son más diversos, si bien, para muchos estudiosos tanto desde el punto de vista filosófico, como desde el campo de la Historia de la Literatura, es el Teatro una de las obras más representativas de la Primera Ilustración, en la España del siglo XVIII.

### Defensa de las mujeres
En el contexto de la Polémica feminista Feijoo aborda bajo el título defensa de las mujeres, la cuestión de la igualdad de sexos centrada en el aspecto del "entendimiento". El Discurso XVI, Tomo I suscitó en su tiempo, opiniones en contra, tanto por parte del estamento Eclesiástico como del Secular. 
El texto, ignorado con frecuencia en los estudios sobre la vida y obra de Benito Feijoo, forma parte de la genealogía del feminismo, que los estudios feministas europeos y, en concreto, españoles consideran imprescindible conocer e incluir en la cronología del feminismo.

## Antologías
- Obras escogidas del padre fray Benito Jerónimo Feijoo y Montenegro, con una noticia de su vida y juicio crítico de sus escritos por Vicente de la Fuente, Madrid: Rivadeneyra, 1863. Biblioteca de Autores Españoles, número 56.
- Discursos y cartas, selección, estudio y notas, por Jesús Manuel Alda Tesán, Zaragoza: Ebro, 1941. Biblioteca Clásica Ebro, número 29, Serie Prosa, número 11.
- Teatro crítico universal, edición de Ángel-Raimundo Fernández González, Madrid: Cátedra, 1980, colección Letras Hispánicas, número 125. ISBN 84-376-0252-1.
- Teatro crítico: ensayos filosóficos, reproducción facsímil de la edición de Madrid: Herederos de Francisco del Hierro, 1748-1751, con introducción y selección de textos a cargo de Eduardo Subirats Rüggeberg, Barcelona: Anthropos, 1985. ISBN 84-85887-82-4.
- Teatro crítico universal o discursos varios en todo género de materias para desengaño de errores comunes, edición, introducción y notas de Giovanni Stiffoni, Madrid: Castalia, 1986, Clásicos Castalia, número 147. ISBN 84-7039-469-X.
- Obras escogidas de Benito Jerónimo Feijoo, introducción de Arturo Souto Alabarce, Ciudad de México: Porrúa, 2005, colección Sepan cuantos..., número 593. ISBN 9789700759906.
- Reflexiones sobre la historia "Teatro crítico universal", Madrid: Fondo de Cultura Económica, 2014. ISBN 9788437507057.